# Poomphuang Duangchan
Pumpuang Duangjan (tajlandski: พุ่มพวง ดวงจันทร๋; Suphanburi, Tajland, 4. kolovoza 1961.  – Phitsanulok, Tajland, 13. lipnja 1992.), poznatija kao Phueng (tajlandski: ผึ้ง), tajlandska je pjevačica i plesačica. Phoomphuang je počela pjevati s petnaest godina u dječjem gospel zboru od kolovoza 1975. na prijedlog tajlandskog folk glazbenika Waiphota Phetsuphana.
Pumpuang je 1975. izdala svoj prvi album, Kaew Ror Phee (แก้วรอพี่). Njen je uspjeh otvorio vrata uspjeha i drugim pjevačicama elektronskog Luk thunga (tajlandski folk). Njene su najpoznatije pjesme "Kaew Ror Phee", "Seoski pjevač" (นักร้องบ้านนอก), "Vidimo se u okrugu" (นัดพบหน้าอำเภอ), "Djevojka sa sela" (สาวนาสั่งแฟน), "Dođi do mene" (กระแซะเข้ามาซิ) i druge.
Umrla je od lupusa 1992. u dobi od 31. godine.
4. kolovoza 2018. Google Doodle je ilustracijom na Google tražilici obilježio 57. godišnjicu njezina rođenja.

## Vanjske poveznice
|  | Zajednički poslužitelj ima još gradiva o temi Poomphuang Duangchan |